# بهومیل هرابال
بـُهومیل هرابال (به چکی: Bohumil Hrabal) (زاده ۲۸ مارس ۱۹۱۴ در برنو، درگذشته ۳ فوریه ۱۹۹۷ در پراگ) از داستان نویسان برجسته جمهوری چک (چکسلواکی آن‌زمان) است. میلان کوندرا رمان‌نویس سرشناس، او را بهترین نویسنده معاصر چک می‌خواند.

## زندگی
هرابال در سال ۱۹۴۸ دکترای حقوق گرفت و ضمن تحصیل دوره‌هایی در سطح دانشگاهی در فلسفه ادبیات و تاریخ گذراند اما پس از تحصیل از مدرک و سابقهٔ تحصیلی‌اش هیچ استفاده‌ای نکرد و به قول خودش به یک سری مشاغل جنون‌آمیز از جمله سوزن‌بانی راه‌آهن و راهنمایی قطارها، نمایندهی بیمه، دست‌فروش دوره‌گرد اسباب‌بازی، کارگر ذوب‌آهن و کار در کارگاه پرس کاغذ باطله پرداخت. هرابال در این دوره یک کارگر-روشن‌فکر بود. در جامعهٔ آن زمان چک کارگر-روشن‌فکر پدیده‌ای استثنایی محسوب نمی‌شد. بسیاری از روشن‌فکران استادان دانشگاه فلاسفه و هنرمندان در زمینه‌های متفاوت به اجبار یا اختیار مشاغلی چون کارگری ساختمان، شیشه‌شویی، سوخت‌اندازی، رانندگی تاکسی و غیره را در پیش می‌گرفتند. آنچه در آثار هرابال به وضوح به چشم می‌خورد آشنایی خیره کننده هرابال با ظرایف شغل و زندگی این مشاغل است.

## نوشته‌های هرابال

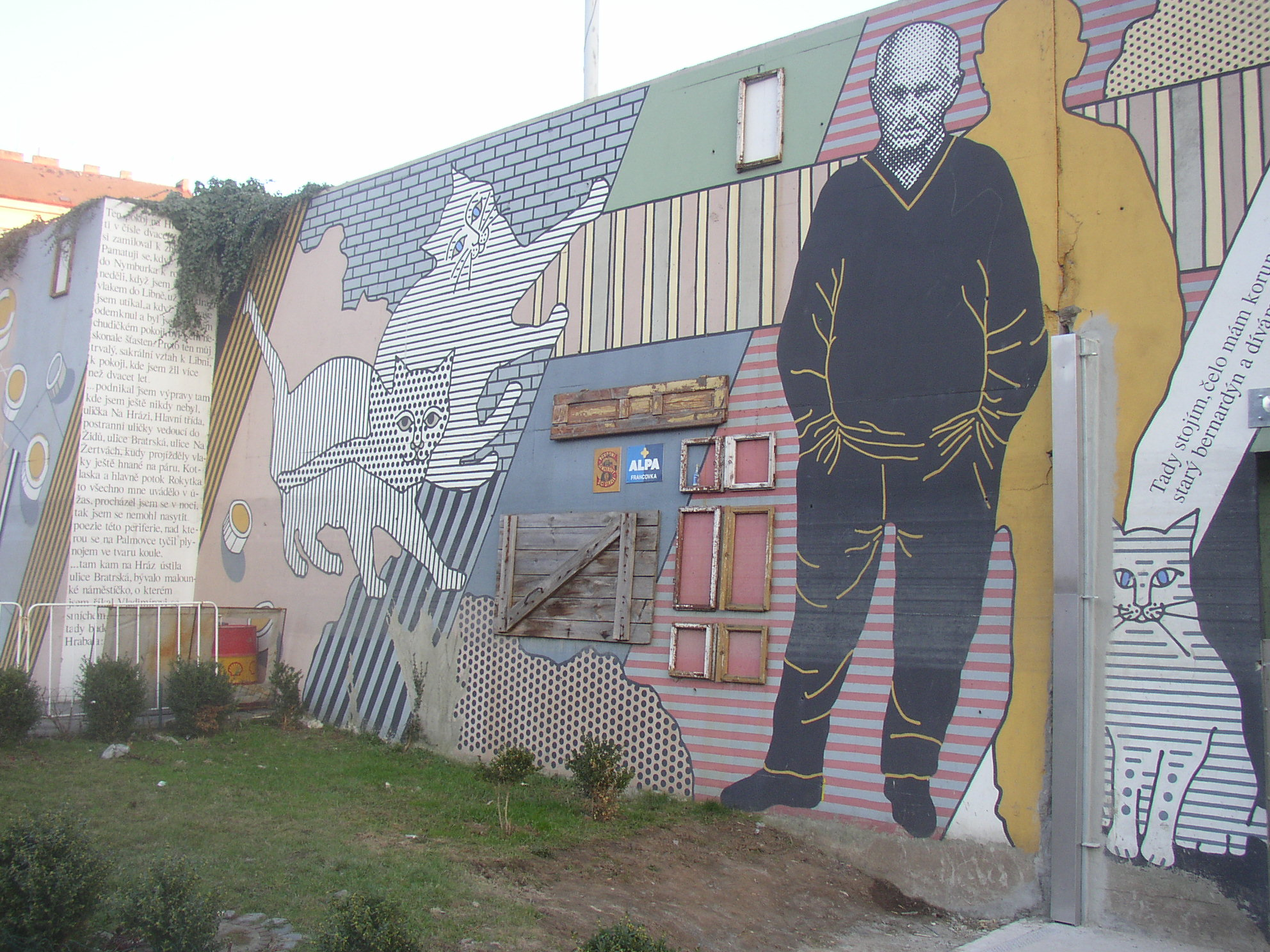
نگاره بهومیل هرابال در میان گربه‌های محبوبش بر روی دیوار هرابال در پراگ

در سال ۱۹۶۳ مجموعهٔ «مرواریدهای اعماق» تقریباً اولین اثر نویسنده به فاصلهٔ یکی دو ساعت به فروش رفت و نایاب شد و در ادبیات معاصر چک حادثه‌ای قلمداد گردید. بسیاری از آثار هرابال پس از چاپ در کشورهای مختلف و کسب شهرت دست آخر در مملکت خودی چاپ می‌شد. با این که هنوز کتاب هرابال چاپ نشده بود اما میلیون‌ها نفر در داخل و خارج مملکت آن را خوانده بودند. بهترین اثر وی را داستان «قطارهای تحت الحفظ» دانسته‌اند که از آن فیلمی نیز ساخته شده‌است.
آثار وی در داخل به شکل خودنَشر (سامیزدات) تکثیر و در خارج اغلب توسط سازمان انتشاراتی ۶۸ در کانادا چاپ و توزیع و به زبان‌های مختلف ترجمه می‌شد. در مقدمهٔ کتاب‌های چاپ خارج قید می‌کردند که کتاب بدون اجازهٔ نویسنده چاپ شده تا در مملکت باعث دردسر نویسنده نشود برای مثال کتاب «تنهایی پرهیاهو» هرابال به سال‌های ۱۹۷۴ تا ۱۹۷۶ نوشته به سال ۱۹۷۷ به صورت سامیزدات (شبنامه) پخش به‌سال ۱۹۸۰ در خارج و بالاخره به سال ۱۹۸۹ در چک چاپ شد.
با تمام این اوصاف هرابال یک سیاسی‌نویس نبود. هرابال از زندگی روانی و مناسبات حاکم بر زندگی مردم می‌نوشت. آثار وی یک گواهی نافذ و پایدار بر تاریخ معنوی معاصرش است. به نوشتهٔ تایمز آثار هرابال نوعی تاریخچهٔ غیررسمی روان تسخیرناپذیر ملت چک و از آن بالاتر روان آدمیان در هر کجای جهان است.
کارگر-روشن‌فکر شخصیت اصلی رمان کوتاه «تنهایی پرهیاهو» او است. «هانتا کارگر کارگاه پرس کاغذهای باطله» است. شخصیتی بسیار خاص و کم‌نظیر در ادبیات داستانی جهان. آنچه بیش از همه ما را شوک زده می‌کند سواد و اطلاعات فوق‌العادهٔ یک کارگر گوشه‌گیر و سادهٔ چنین کارگاهی در زمینه‌های الهیات، فلسفه، نقاشی، ادبیات و… است. کارگری که در خلوت خود جهان را تمسخر می‌کند و تنهایی‌اش را با هیاهوی جنگ موش‌ها و موسیقی بی‌پایان فاضلاب‌های پراگ و رفت و برگشت پیستون پرس هیدرولیک پر می‌کند. هانتا یک شخصیت فراموش نشدنی در ادبیات امروز است. شخصیتی است که به آشنایی‌اش می‌ارزد. در طول تاریخ ادبیات نویسندگان نادری موفق به معرفی و خلق شخصیت‌های جدید و بکر شده‌اند و بی‌گمان هرابال یکی از آنهاست.
تنهایی پرهیاهو درنظرخواهی از ناقدان ادبی و استادان دانشگاه و نویسندگان در آغاز سده کنونی به عنوان دومین اثر متمایز ادبیات نیمهٔ دوم سده بیستم چک برگزیده شد.
مترجم فارسی، پرویز دوایی با پیشینهٔ سی و چند سال اقامت در چک و ایالت بوهمیا تنهایی پرهیاهو را در سال ۱۳۸۳ از زبان چک به زبان فارسی برگردانده است. . پس از این کتاب «قطارهای تحت الحفظ» با عنوان چشم‌های تیزبین روی قطارها با ترجمه عدنان غریفی در ایران به زبان فارسی منتشر شد. مرگ آقای بالتیس برگر (مجموعهٔ ۱۳ داستان کوتاه از هرابال) با ترجمه ساغر اسرار و همه ترس‌هایم با ترجمه شیما روحانی نیز در ایران نشر یافته‌اند. در سال ۱۳۹۴ مجموعه‌ای از داستان‌های کوتاه هرابال بار دیگر با ترجمهٔ پرویز دوایی در ایران به چاپ رسید؛ این مجموعه نی سحرآمیز و چند داستان دیگر نام دارد.
آثار هرابال به همهٔ زبان‌های اروپایی ترجمه شده‌اند. آثارش در اسپانیا، ایتالیا، فرانسه، لهستان و مجارستان در شمارگانی حتی بیشتر از چک چاپ شده‌است. آثار زیادی از وی به فیلم برگردانده شده و فیلم قطارهای تحت الحفظ (با عنوان انگلیسی Closely Watched Trains) اسکار بهترین فیلم‌خارجی سال ۱۹۶۷ را به دست آورد. یان لوگنش منتقد ادبی چک معتقد است: با مرگ هرابال دوران یک نسل بزرگ ادبی قرن حاضر چک به نحوی بی‌بازگشت به پایان می‌رسد.
روزی در ماه فوریه ۱۹۹۷ هرابال گفت که می‌رود به کبوترها دانه بدهد. پس رفت که به کبوترها دانه بدهد. هنگامی که در بیمارستان بستری بود، از پنجرهٔ طبقهٔ پنجم به زیر افتاد.

## معروفترین آثار وی
برخی از معروف‌ترین آثار وی عبارت‌اند از:
- کلاس رقص اکابر (۱۹۶۴)
- قطارهای تحت الحفظ (۱۹۶۵)
- آگهی واگذاری خانه‌ای که دیگر در آن نمی‌خواهم زندگی کنم (۱۹۶۵)
- مرگ آقای بالتیسبرگر (۱۹۶۶)
- اخبار قتل‌ها و افسانه‌ها (۱۹۶۸)
- تکلیف خانگی (۱۹۷۰)
- جوانه (۱۹۷۰)
- من پیشخدمت شاه انگلیس بودم (۱۹۷۱)
- وحشی نجیب (۱۹۷۳)
- کوتاه کردن مو (۱۹۷۴)
- شهرکی که در آن زمان از حرکت ایستاد (۱۹۷۴)
- تنهایی پرهیاهو (۱۹۷۷)
- جشن گل‌های برفی (۱۹۷۸)
- اندوه زیبا (۱۹۷۹)
- مشق عشق (۱۹۸۲)
- زندگی بدون لباس رسمی (۱۹۸۶)
- مشق از شاعرانه‌ها (۱۹۸۴)
- عروسی در خانه (۱۹۸۶)
- زندگی جدید (۱۹۸۶)
- گره دستمال (۱۹۸۷)
- زمین‌های خالی (۱۹۸۷)
- برای دیدن پراگ طلایی؟: مجموعهٔ داستان کوتاه (۱۹۸۹)
- همهٔ ترس‌ها (۱۹۹۰)
- توفان ماه نوامبر (۱۹۹۰)
- رودخانه‌های زیرزمینی (۱۹۹۱)
- شوالیهٔ صورتی (۱۹۹۱)
- سپیده‌دم در ساحل شنی (۱۹۹۲)
- قصه شبانه برای کاسیوس (۱۹۹۳)
- تنها و تنها روزهای آفتابی را به یاد می‌آورم (۱۹۹۸)